# NかMか
『NかMか』（N or M?）はアガサ・クリスティによる長編推理小説である。
この作品は1941年にアメリカ合衆国のドッド・ミード&カンパニーから出版され、同年11月イギリスの en:Collins Crime Club から出版された。アメリカでは$2.00で発売された一方、イギリスでは7シリング6ペンスだった。
原題は聖公会祈祷書のカテキズム「汝のクリスチャンネームは何か。NかMで答えよ。」("What is your Christian name? Answer N. or M.") から取られている。
『秘密機関』、『おしどり探偵』に続くトミーとタペンスが主人公の小説。

## あらすじ
時代は第2次世界大戦開戦後の1940年。情報局の関係者が、「NかM。ソング・スージー。」(N or M. Song Susie.) という言葉を残して死んだ。
一方子供も戦時下の奉仕活動に携わるようになる中、手持無沙汰にしていたベレズフォード夫婦（主にタペンス）の元に、ソング・スージーが南海岸の保養地リーハンプトンにあるゲストハウス「無憂荘」（サン・スーシ,Sans Souci）であることを知った情報局の職員グラントが訪れ、タペンスを追い出したうえでトミーに、ナチスの大物スパイとされる"NかM"の正体を突き止めるように命じた。
ところが偽名で捜査に乗り出したトミーが見たものは、そのことを知ったタペンスが先回りし変名を用いて「無憂荘」に来ているという予想外の状況だった。
かくして、二人は夫婦であることを悟られぬよう、それぞれ「男漁りをする未亡人」と「その餌食となるかわいそうな男」を演じることとなった。

## 登場人物
トミー・ベレスフォード
主人公で、今回の事件の前までは妻共々戦時下で働こうとして軍などに行っても皆断られてしまっていた。そんな時に（「一線を離れていたため敵方に知られていない」という理由で）情報局からの依頼を受け、変名で「無憂荘」に来ていた。
タペンス・ベレスフォード
トミーの妻で、夫に内緒で先回りして変名で「無憂荘」に来ていた。
子どもたちにはおばのグレーシーの家に訪れていると知らせたが…。
デリク・ベレスフォード
トミーとタペンスの息子。本作の時期では空軍に入隊している。
デボラ・ベレスフォード
デリクの双子の妹。親元を離れ軍の暗号課で働いている。
グラント
軍需省の職員。トミーのかつての上司に勧められ、彼に極秘任務を依頼しに来た。
アルバート
ベレスフォード夫妻の探偵会社経営時代の事務係。本作では夫妻の元を離れていたが、タペンスの依頼を受け協力することに。

### 「無憂荘」の関係者
ペレナ夫人
「無憂荘」の女主人。
シーラ・ペレナ
ペレナ夫人の娘。
カール・フォン・ダイニム
ドイツからの亡命者である英国の科学研究所の職員で、「無憂荘」の客。
スプロット夫人
「無憂荘」の客。
ベティ・スプロット
スプロット夫人の娘である幼女で、タペンスになついている。また、マザー・グースの絵本が大好きでその中でも「があがあがちょうさん」がお気に入り。
オルーアク夫人
「無憂荘」の客。小山のようと喩えられる大柄な老婦人。
ケイリー夫妻
「無憂荘」の客。
ヘイドック
海軍中佐。
ブレッチリー少佐
「無憂荘」の客。
その他、リーハンプトンの住民など複数の人物が登場する。

## 日本語訳
| 題名   | 出版社   | 文庫名                     | 訳者       | 巻末          | カバーデザイン  | 初版年月日    | ページ数 | ISBN           | 備考 |
| ------ | -------- | -------------------------- | ---------- | ------------- | --------------- | ------------- | -------- | -------------- | ---- |
| NかMか | 早川書房 | ハヤカワ・ミステリ文庫1-42 | 深町眞理子 | ー            |                 |               |          | 978-4150700423 |      |
| NかMか | 早川書房 | クリスティー文庫48         | 深町眞理子 | 解説 渡辺武信 | Hayakawa Design | 2004年4月16日 |          | 4-15-130020-1  |      |

## 映像化
- TVシリーズ『トミーとタペンス -2人で探偵を-』第4～6話「NかMか」2015年 イギリスBBC制作。日本でも同年にNHKで放映された。